# Pratt & Whitney R-2800 Double Wasp
«Пратт & Вітні R-2800 Дабл Восп» (англ. Pratt & Whitney R-2800 Double Wasp) — 46-літровий, дворядний, поршневий, 18-ти циліндровий, радіальний авіаційний двигун з повітряним охолодженням виробництва американської компанії Pratt & Whitney. Позначення «R-2800» у назві двигуна означає «радіальний двигун об'ємом 2800 кубічних дюймів», тобто об'єм становить 45,9 літрів. Всього було вироблено 125 334 одиниці різних модифікацій двигунів «Р-2800 Дабл Восп».

## Застосування
| - Brewster XA-32 - Breguet Deux-Ponts - Canadair CL-215 - Canadair C-5 North Star - Consolidated TBY Sea Wolf - Convair 240, 340, and 440 - Curtiss P-60 - Curtiss XF15C - Curtiss C-46 Commando | - Douglas A-26 Invader - Douglas DC-6 - Fairchild C-82 Packet - Fairchild C-123 Provider - Grumman AF Guardian - Grumman F6F Hellcat - Grumman F7F Tigercat - Grumman F8F Bearcat - Howard 500 | - Lockheed Ventura/B-34 Lexington/PV-1 Ventura/PV-2 Harpoon - Lockheed XC-69E Constellation - Martin B-26 Marauder - Martin 2-0-2 - Martin 4-0-4 - North American AJ Savage - North American XB-28 - Northrop XP-56 Black Bullet | - Northrop P-61 Black Widow - Northrop F-15 Reporter - Republic P-47 Thunderbolt - Sikorsky CH-37 Mojave - Sikorsky S-60 - Vickers Warwick - Vought F4U Corsair - Vultee YA-19B |